# Gustaf Ribbing (landshövding)
Gustaf Ribbing, född 2 november 1613 på Vargarn i Lista socken, död 18 januari 1693 i Österby, var en svensk ämbetsman.
Gustaf Ribbing var son till Erik Ribbing (1577-1623) och Anna Persdotter. Han blev student vid Uppsala universitet 1624, reste 1629 och blev 1636 kammarherre. Ribbing var assessor i Svea hovrätt 1642–1651 och kapten vid amiralitetet 1644-1645. Ribbing var landshövding Jönköpings län från 1663, från 1666 även kommendant på Jönköpings slott, samt från 1669 även en del av Kronobergs län, som då delades mellan Jönköpings och Kalmar län. Han erhöll avsked med pension 1693. Gustaf Ribbing skrev sig till Österby och Valsta samt till Ribbingebäck. i Tibble socken.